# Storfryle
Storfryle (Luzula sylvatica) är en gräslik växtart i familjen Tågväxter.